# Akense koningspalts

Reconstructie van de koningspalts in Aken gezien vanuit het noordoosten

De Akense koningspalts was een verzameling van gebouwen, met vooral een politieke- en religieuze functie. Deze palts werd in opdracht van Karel de Grote gebouwd en in gebruik genomen als het voornaamste machtscentrum van het Karolingische Rijk. De palts stond in wat anno 2023  het centrum van de stad Aken is, en was misschien wel de belangrijkste architectonische component van de Karolingische renaissance. De palts werd ontworpen door Odo van Metz en er werd vooral in de jaren 790 aan gebouwd, hoewel het werk ook na de dood van Karel de Grote in 814 doorging. Het grootste deel van de palts bestaat niet meer, maar een deel van de oorspronkelijke hofkapel is opgenomen in de Dom van Aken. De Aula Regia van de palts is later omgebouwd tot het stadhuis van Aken.
De centrale binnenplaats van de palts is nog steeds herkenbaar als het plein het Katschhof tussen de Dom en het raadhuis. Aan de noordzijde lag de Aula Regia, waar het kroningsmaal plaatsvond, met aan de oostzijde de Granusturm. Aan de westzijde van het atrium lag er een stenen verbindingsgang naar de porticus op de plaats waar de huidige Ritter-Chorus-Straße gelegen is en in de Karolingische periode als keizerlijk gerechtsgebouw diende. Aan de oostzijde van het atrium lag een houten wandelgang. Direct achter die houten wandelgang lag het gebied van de Romeinse baden, waar zich het badhuis van Karel de Grote, het Akense Keizerbad bevond. En de huidige bebouwing rond het Domhof heeft een gelijkaardige structuur als het eerdere Karolingische atrium aan de voorkant van de paltskapel.